# Alboglossiphonia levis
Alboglossiphonia levis (лат.) — вид плоских пиявок (Glossiphoniidae).

## Название
Видовой эпитет levis (лат. ‘гладкая’) указывает на отсутствие сосочков на поверхности тела пиявки.

## Описание
Общая длина тела составляет 5—8 мм, ширина — 2—3 мм; масса тела взрослых особей в природе в среднем составляет около 4,2 мг во влажном состоянии. Тело листообразное, овально-ланцетной формы, спинная сторона несколько выпуклая, брюшная сторона плоская. Передний конец тела отделён шейным сужением, образуемым IV и V сегментами. Передняя присоска имеет чашеобразную форму с утолщенными краями, ротовое отверстие открывается посередине. Задняя присоска сравнительно маленькая (в диаметре составляет менее трети максимальной ширины тела), округлая. Поверхность тела гладкая, маленькие сосочки найдены исключительно в области передней присоски.
Окраска тела зеленоватая; зелёные хроматофоры располагаются хаотично на спинной стороне тела. Брюшная сторона тела светлая.
Тело сегментированное. Сегменты I и XXVII состоят из 1 кольца, сегменты II и XXVI — из 2 колец, все остальные сегменты образованы 3 кольцами. Суммарное число колец составляет 73.
На переднем конце тела имеется 3 пары глаз. Глаза передней пары расположены на IV сегменте и сближены вплоть до слияния. Между глазами как второй, так и третьей пары расстояние больше, однако с каждой стороны глаз второй пары сближается, а часто и сливается с глазом третьей пары.
Хоботок цилиндрический, сравнительно короткий (достигает в длину 4 сегментов). Пищевод прямой, занимает 2 сегмента, XIII и XIV. Клетки слюнных желёз располагаются диффузно в пространстве от XI до XV сегментов. Желудок простирается с XV по XIX сегмент и образует 7 пар карманов (отростков), среди которых передние 6 пар двулопастные и отходят латерально, перпендикулярно пищеварительному тракту, в то время как последняя пара удлинённая и отходит назад, достигая XXIII сегмента и образуя несколько вторичных лопастей. Кишечник с 4 парами простых коротких карманов (сегменты XX—XXII). Анальное отверстие открывается на спинной стороне тела между XXVI и XXVII сегментами, будучи отделённым от задней присоски 1 кольцом.
Гермафродиты. Имеются семенной и яйцевой мешки. Мужское и женское половые отверстия (гонопоры) разделены 2 кольцами (мужская гонопора расположена между сегментами XI и XII, женская — на XII сегменте). Семенных мешков 4 пары (в типичном для Alboglossiphonia состоянии их 6 пар, у Alboglossiphonia disuqi 5 пар). Они расположены на границах сегментов с XIII/XIV по XVI/XVII. Семявыносящий проток петлевидный. Семяизвергательные каналы вытянуты вперёд, расширяясь в рога атриума и затем сливаясь, образуя атриум, открывающийся мужской гонопорой. Яйцевода два, их стенки тонкие. Спереди объединяются в удлинённый атриум, ведущий к женской гонопоре.

## Размножение и забота о потомстве
Ткани, окружающие половые отверстия, набухают во время размножения. Размножение происходит единожды в течение жизни, откладывается от 13 до 25 яиц диаметром около 250 мкм. Перед откладкой яиц родительская особь обеими присосками прикрепляется к твёрдому субстрату. Яйца откладываются по отдельности, не общим коконом, в течение 1 или 2 дней. Каждое яйцо прикрепляется за счёт длинного и гибкого полупрозрачного шнура. Характерна типичная для плоских пиявок забота о потомстве: яйца вынашиваются, будучи прикреплёнными к брюшной стороне тела родительской особи. В это время вплоть до вылупления родительская особь перестаёт питаться и двигаться, присасываясь к субстрату.
Вылупление происходит спустя 10—15 дней после откладки яиц, новорождённые особи имеют эллиптическую форму и вскоре развивают обе присоски, однако в течение ещё 4 недель остаются на поверхности тела родительской особи (прикрепляясь посредством задней присоски), и лишь затем полностью её покидают. У вылупляющихся пиявок хорошо развиты глаза и пищеварительный тракт.
Масса тела ювенильной особи перед первым кормлением составляет 1—1,2 мг. Родительская особь активно ищет добычу для выкармливания потомства, используя в качестве жертв маленьких водных олигохет (в лабораторных условиях показана поимка представителей родов Tubifex и Allolobophora). Прикрепляясь к жертве задней присоской, она накрывает её брюшной стороной тела, чтобы детёныши могли присосаться к добыче.

## Образ жизни
Пресноводный вид. Обнаружены в декабре—феврале в сильно загрязнённом городском стоке небольшой глубины, населённом брюхоногими моллюсками, олигохетами, коловратками и ракообразными — дафниями и циклопами. Водоём обладал следующими параметрами: температура 22 °С, pH 6,8, количество растворённых солей 155 ppm. Наибольшее количество яиц откладывали при температуре 28 °С, наименьшее — при температуре 16 °С.
Пиявки встречались в иле и на твёрдых субстратах — раковинах моллюсков, камнях, листах пластика. Обладают отрицательным фототропизмом.
Хищники, поедающие жидкости и мягкие ткани брюхоногих моллюсков и олигохет. Показано питание на моллюсках из родов Physa, Bulinus, Lymnaea и Theodoxus, а также червях Tubifex и Allolobophora.
Встречаются в пределах водоёма наряду с пиявками других видов: Alboglossiphonia polypompholyx, Batracobdelloides tricarinatus, Helobdella conifera, Helobdella stagnalis, Barbronia assiuti и Salifa delicata.
В лабораторных условиях при выращивании поражались оомицетом Saprolegnia hypogyna, в серьёзных случаях вызывавшем гибель пиявок.

## Распространение
Обнаружены в 2006—2007 году на территории города Асьют (Египет) в канале Аль-Сонт и более нигде не отмечались, в связи с чем границы ареала остаются неизвестными.

## Таксономия
Голотипом является особь из сборов 2007 года, хранящаяся в Музее естественной истории в Лондоне, однако сообщается, что в ходе транспортировки образец был повреждён вследствие высыхания. Паратипы в числе 5 особей хранятся в Музее фауны Египта (англ. Educational Museum for the Egyptian Fauna) Асьютского университета под кодовым номером 1A1H1194.
Молекулярно-генетические данные отсутствуют. На основании морфологических и зоогеографических соображений, сближается с такими видами, как Alboglossiphonia afroalpina, Alboglossiphonia annandalei, Alboglossiphonia buniana, Alboglossiphonia disjuncta, Alboglossiphonia iberica, Alboglossiphonia macrorhyncha, Alboglossiphonia namaquaensis и Alboglossiphonia polypompholyx. В частности, для этой группы видов характерно распространение в Африке и наличие двух колец между гонопорами.